# Castillo de Hermsdorf

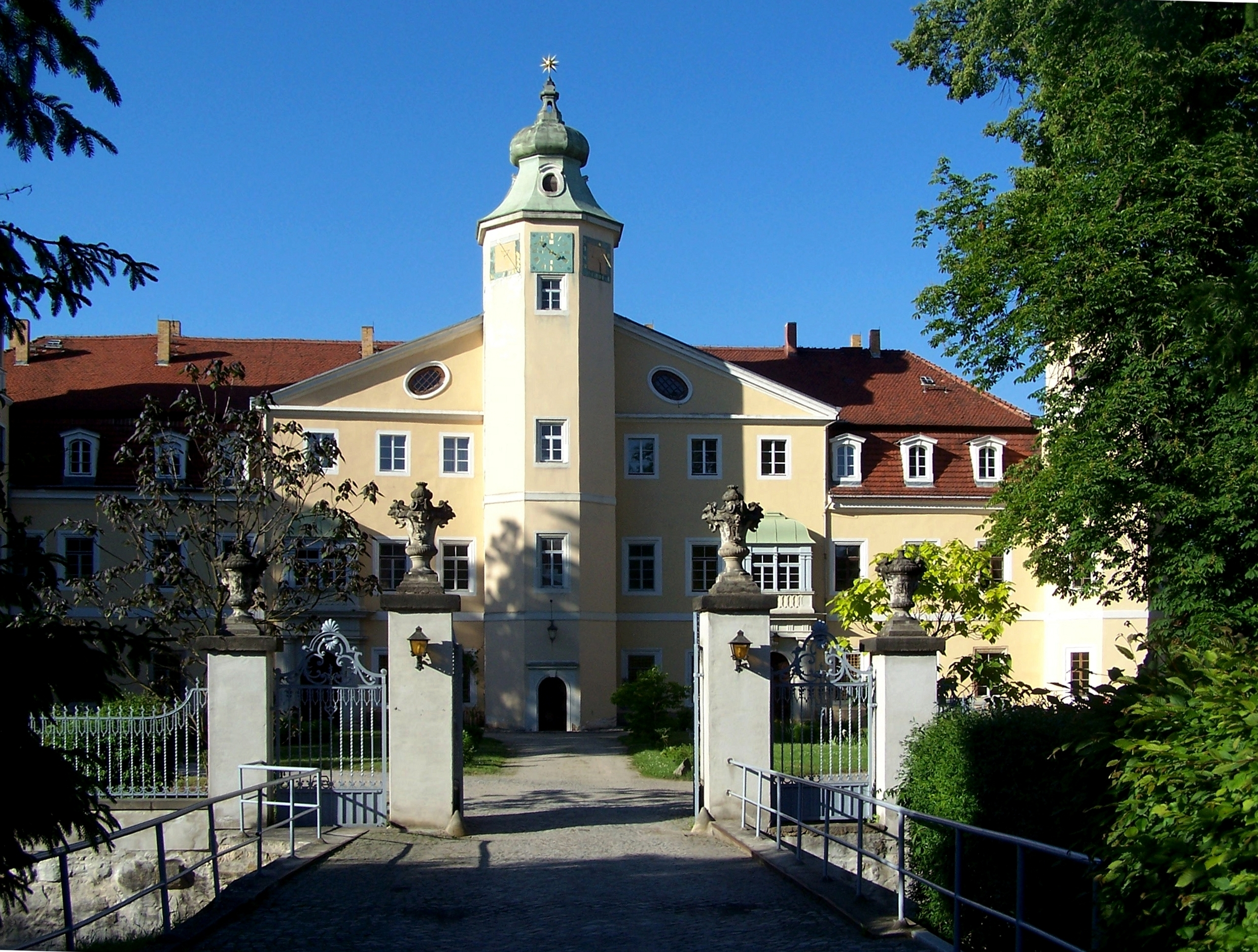
Castillo de Hermsdorf.

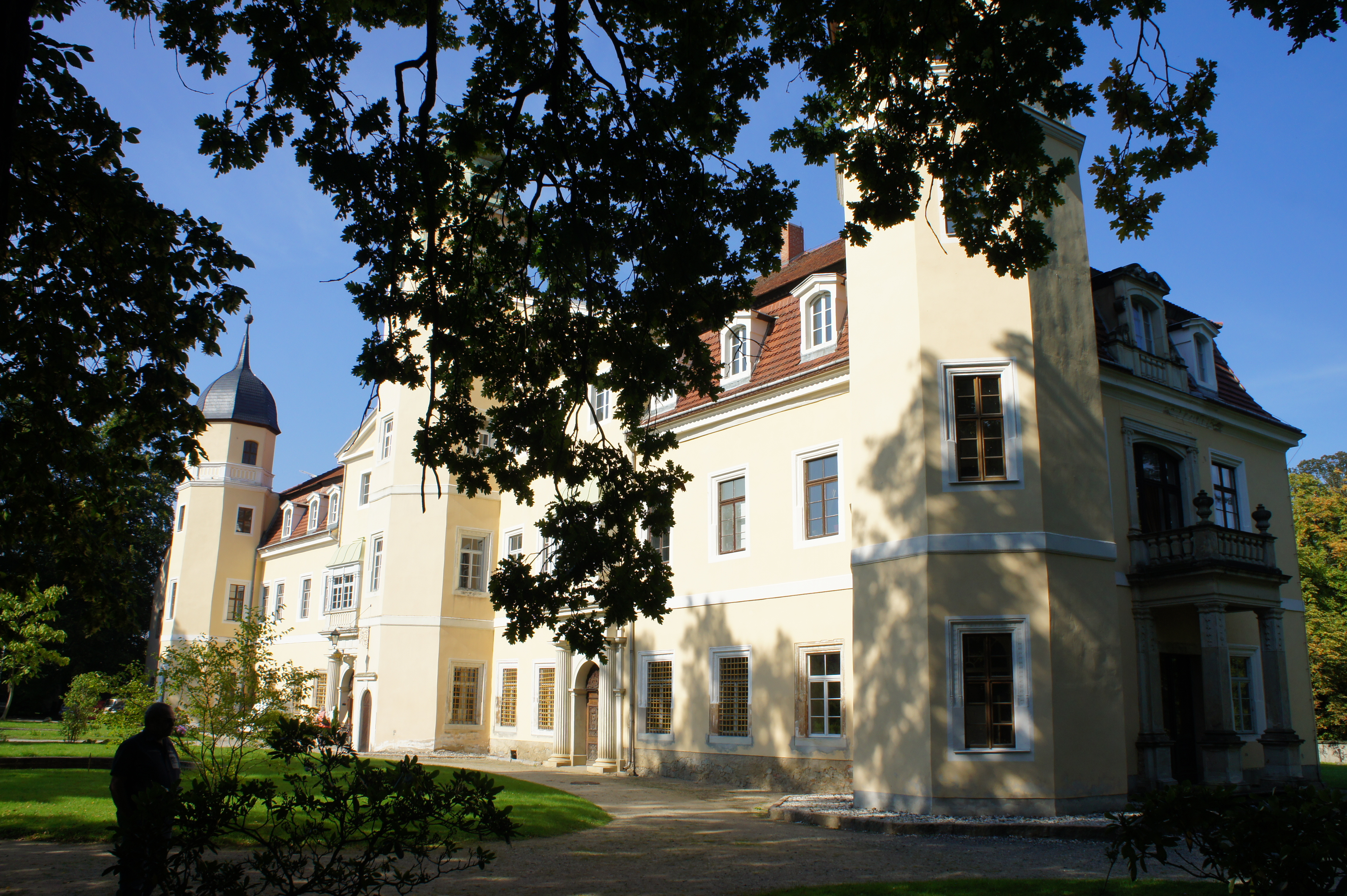
Fachada del castillo.

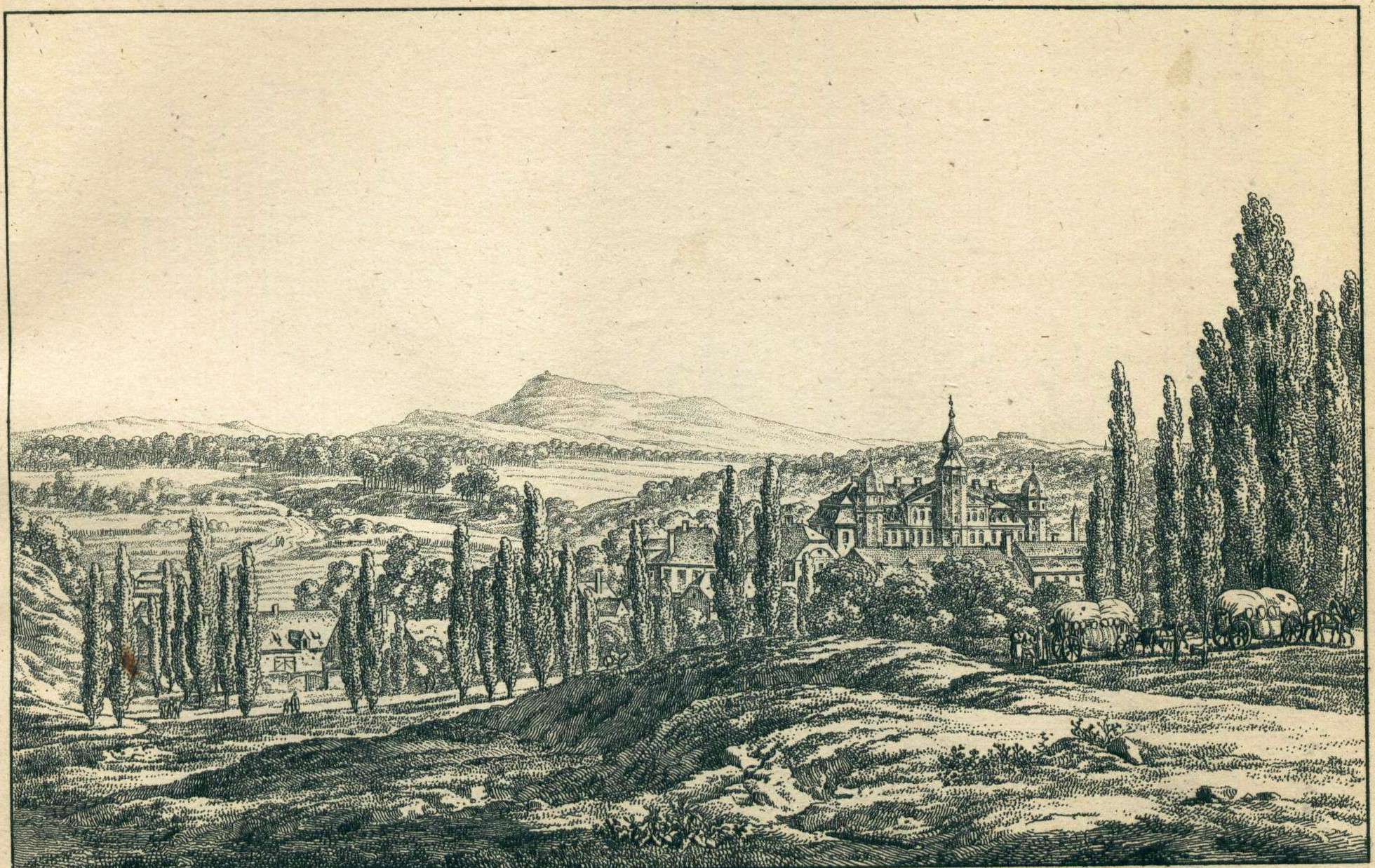
Vista del castillo y sus alrededores alrededor de 1820.

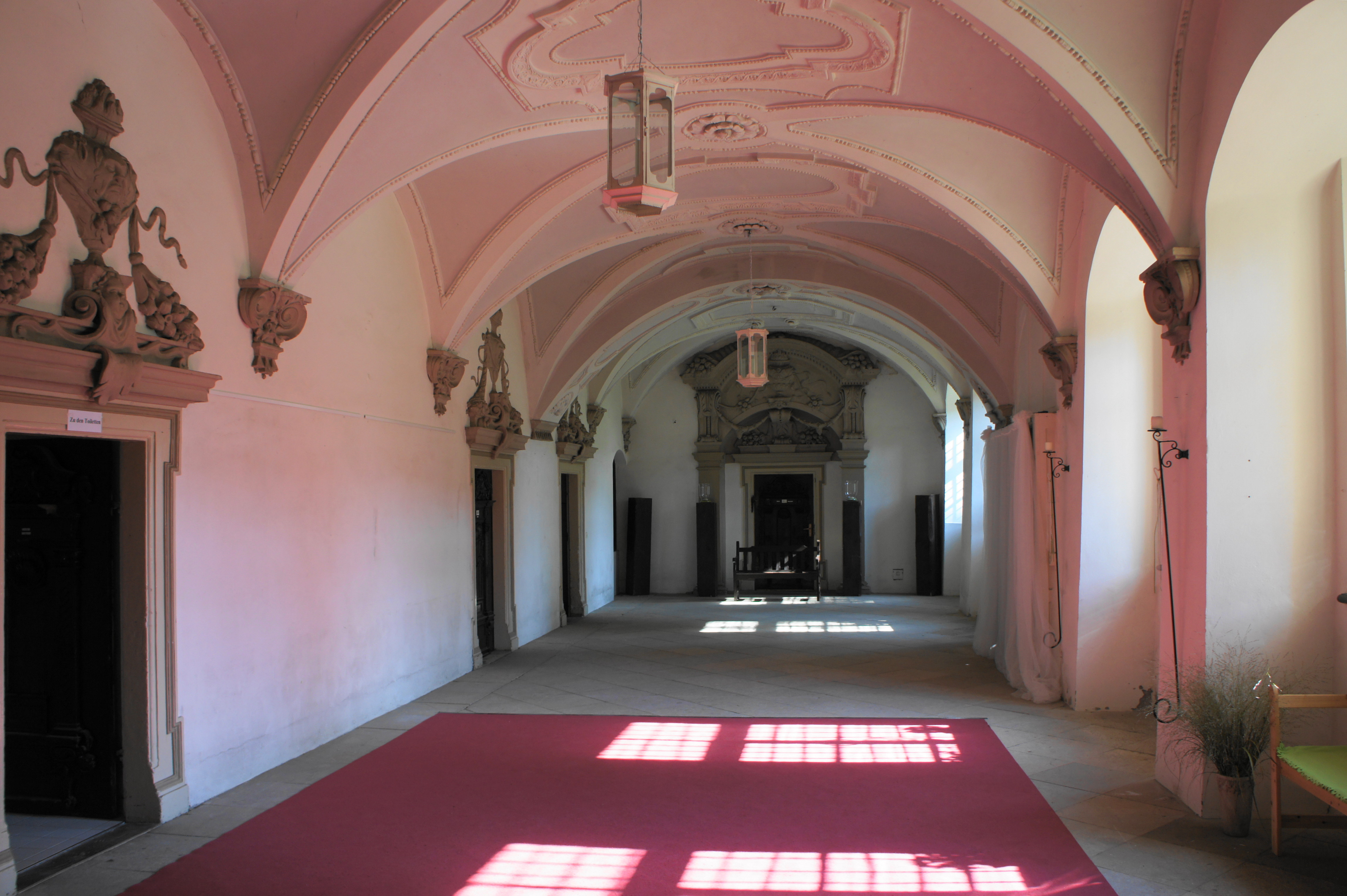
Hall de entrada.

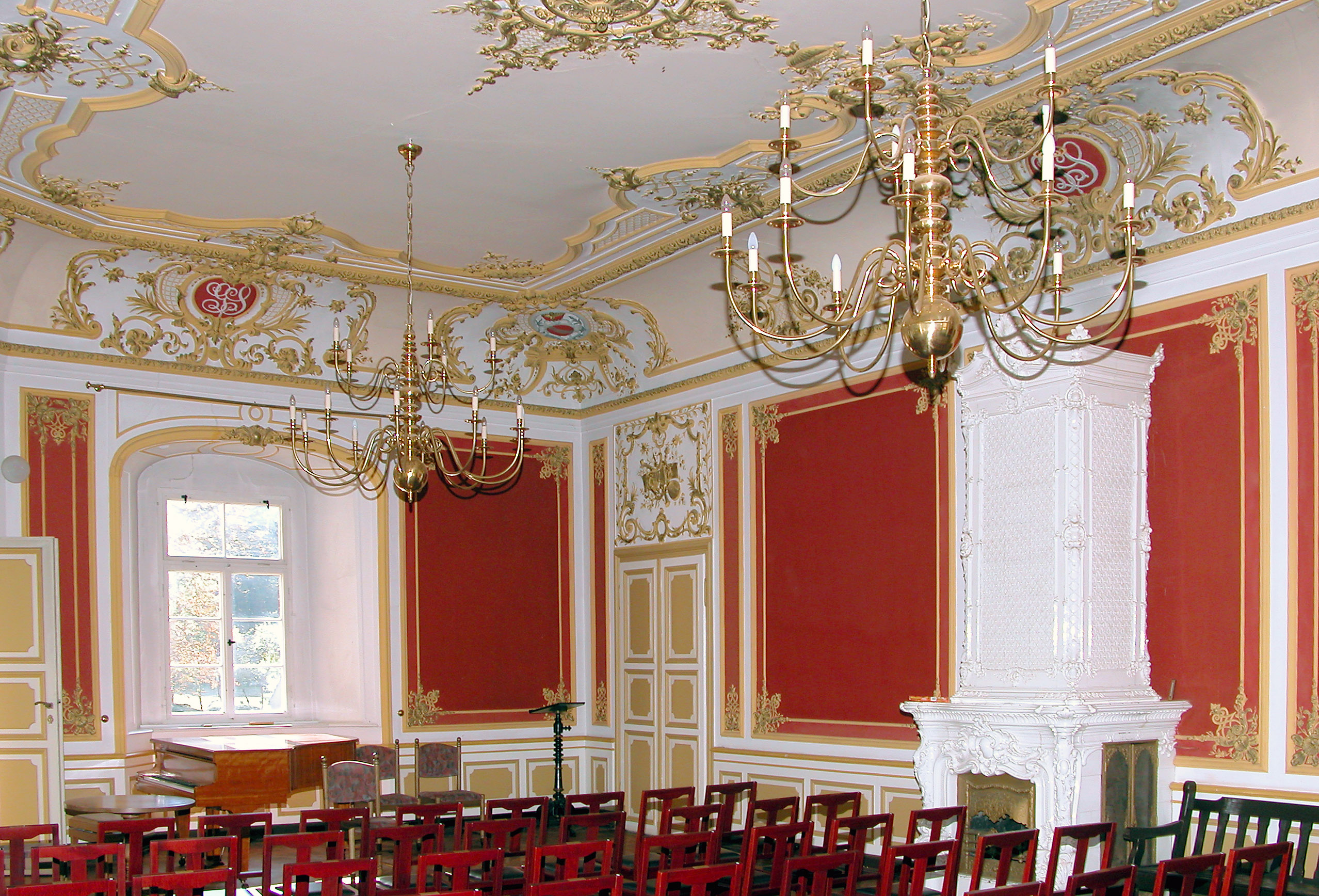
Salón rococó de 1890.

El castillo de Hermsdorf se encuentra en Hermsdorf que es un distrito del municipio de Ottendorf-Okrilla, que pertenece al distrito de Bautzen en Sajonia.

## Ubicación
El lugar en la confluencia de Lausenbach en Große Röder fue mencionado por primera vez en 1350 como "Hermansdorf". En 1449 había un Vorwerk (mansión) en el lugar, luego en 1552 una mansión, a partir de la cual se desarrolló el castillo de Hermsdorf. Hermsdorf, que formaba parte de la parroquia de Lausa, tenía alrededor de 1.400 habitantes en 1990. Desde el 1 de enero de 1999 pertenece a Ottendorf-Okrilla.
En Hermsdorf, la carretera federal 97 (Dresde-Hoyerswerda-Guben) sale de la carretera federal 4 en la salida 83 Hermsdorf. Antes de la dedicación , el B 97 condujo a través de la ciudad en Dresdner Strasse (Königsbrücker Landstrasse en la vecina Weixdorf).

## Historia
La mansión Hermsdorf fue adquirida por Otto von Carlowitz en 1461. De 1553 a 1575, Christoph de Carlowitz construyó en él el castillo de Hermsdorf, un edificio alargado, casi imperceptiblemente retorcido, de estilo renacentista con tres torres en el frente, dos laterales y una escalera central, comparable al Jägerhof (Dresde). El patio del castillo está rodeado por murallas con gruesas torres de esquina redondeadas, como era el caso del castillo original de Moritzburg, y enmarcado en tres lados por un foso. Carlowitz fue seguido por Hans Harrer; Los propietarios fueron desde 1586 Hans von Zschieren y desde 1607 el maestro de establos, el conde Georg von Bindauf († 1617).
Después de un incendio, llevó al constructor Ezekiel Eckhardt llevando una renovación desde 1654 a través de la cual continuó después de 1657 la regla básica de la mansión Hermsdorf, incluida Wahnsdorf, transfiriendo al elector Juan Jorge II. De la posesión electoral había pasado al Lord Marshal Johann Georg Freiherr von Rechenberg. El rico trabajo de estuco del barroco temprano en el vestíbulo de entrada y en la capilla del palacio, que se encuentra en una de las cuatro torres redondas, probablemente fue creado por artistas itinerantes italianos.
En 1699, el mariscal de campo Heino Heinrich de Flemming compró la propiedad. Su hijo, el conde Adam Federico de Flemming (1687–1744), hizo restaurar el edificio en estilo barroco después de un incendio en 1729, con George Bähr como diseñador; destacó el ala central con un gran frontón triangular en el que se insertan ventanas ovaladas y coronó la torre de la escalera con una cúpula de piedra rizada, que recuerda a la torre de la escalera que corona su Frauenkirche de Dresde. Además, el conde Flemming diseñó un jardín barroco con un canal, que luego se convirtió en un jardín paisajístico inglés.
Desde su finca, la finca fue subastada en 1756 a la condesa Charlotte Sophie de Hoym, la nuera de Carlos Siegfried de Hoym. Hasta la muerte de su hijo Adolf Magnus von Hoym en 1775, Hoym'sche Castillo de Guteborn con sus aldeas asociadas se convirtió en Beigut von Hermsdorf. Guteborn luego cae en manos del último representante masculino de la línea sajona, Gotthelf Adolph von Hoym (1731-1783). Desde 1808, Heinrich Ludwig fue propietario de Burggraf y el Conde zu Dohna, nieto de Nicolaus Ludwig von Zinzendorf nieto político de Charlotte Sophie von Hoym, Herrschaft Hermsdorf. Tuvo el bien desde su matrimonio en 1800 según el deseo que maneja la abuela de su primera esposa Mariana Amalia Schoenberg (nacida el 10 de agosto de 1779 en Hermsdorf, † el 10 de septiembre de 1805 en Lausa) como Vicepresidente Ejecutivo, pero tuvo que ser vendido en 1823 a Ernst Gottlob von Heynitz. Bajo Heinrich Ludwig Graf zu Dohna, el palacio se desarrolló a partir de 1800 hasta convertirse en un centro de Herrnhut (Hermandad de Moravia): la piedad pietista y el movimiento de avivamiento sajón, que el nuevo propietario de Heynitz continuó desde 1823.
Desde 1865, el príncipe Georg de Schönburg-Waldenburg (1828-1900) fue el propietario. Hacia 1890 hizo que el salón de baile se amueblara con delicados estucos de estilo rococó. Su hija Ana Luisa de Schönburg-Waldenburg, que más tarde se convirtió en la princesa Ana Luisa de Schwarzburg, nació en el castillo de Hermsdorf el 19 de febrero de 1871 . El príncipe Georg fue seguido por su hijo Hermann (1865-1943), mientras que su hermano menor Ulrich Georg (1869-1939) se instaló en el castillo de Guteborn.
Durante la época de la RDA y hasta 1998, el castillo fue utilizado como residencia de ancianos, por lo que el mobiliario histórico fue destruido, excepto el salón de baile y el vestíbulo. Hoy pertenece a la comunidad y se utiliza para eventos, bodas, etc.
En el parque del castillo hay un roble junto al estanque con una altura de pecho de 6,70 m (2016).

### Galería

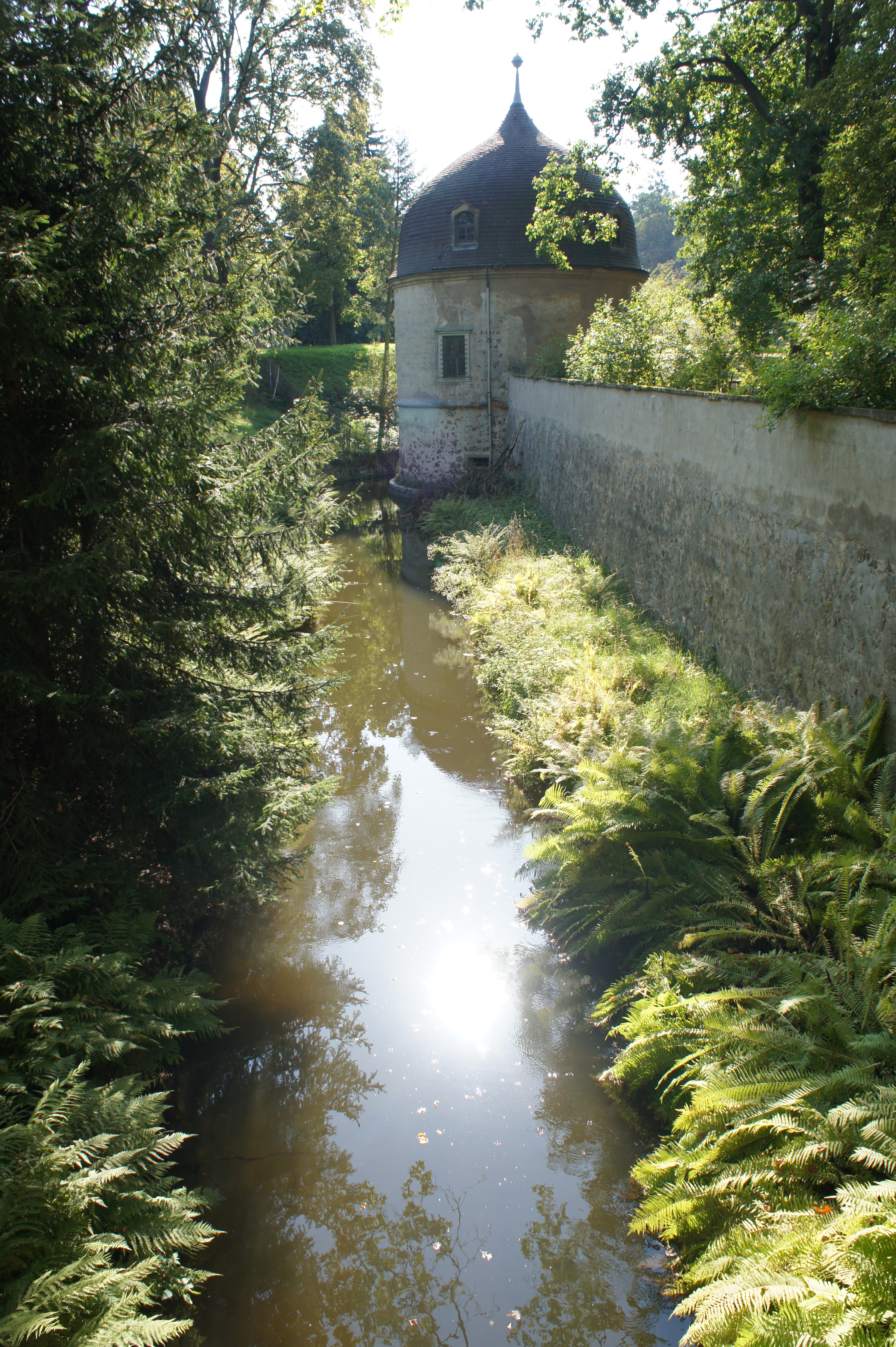
Capilla del castillo (exterior).
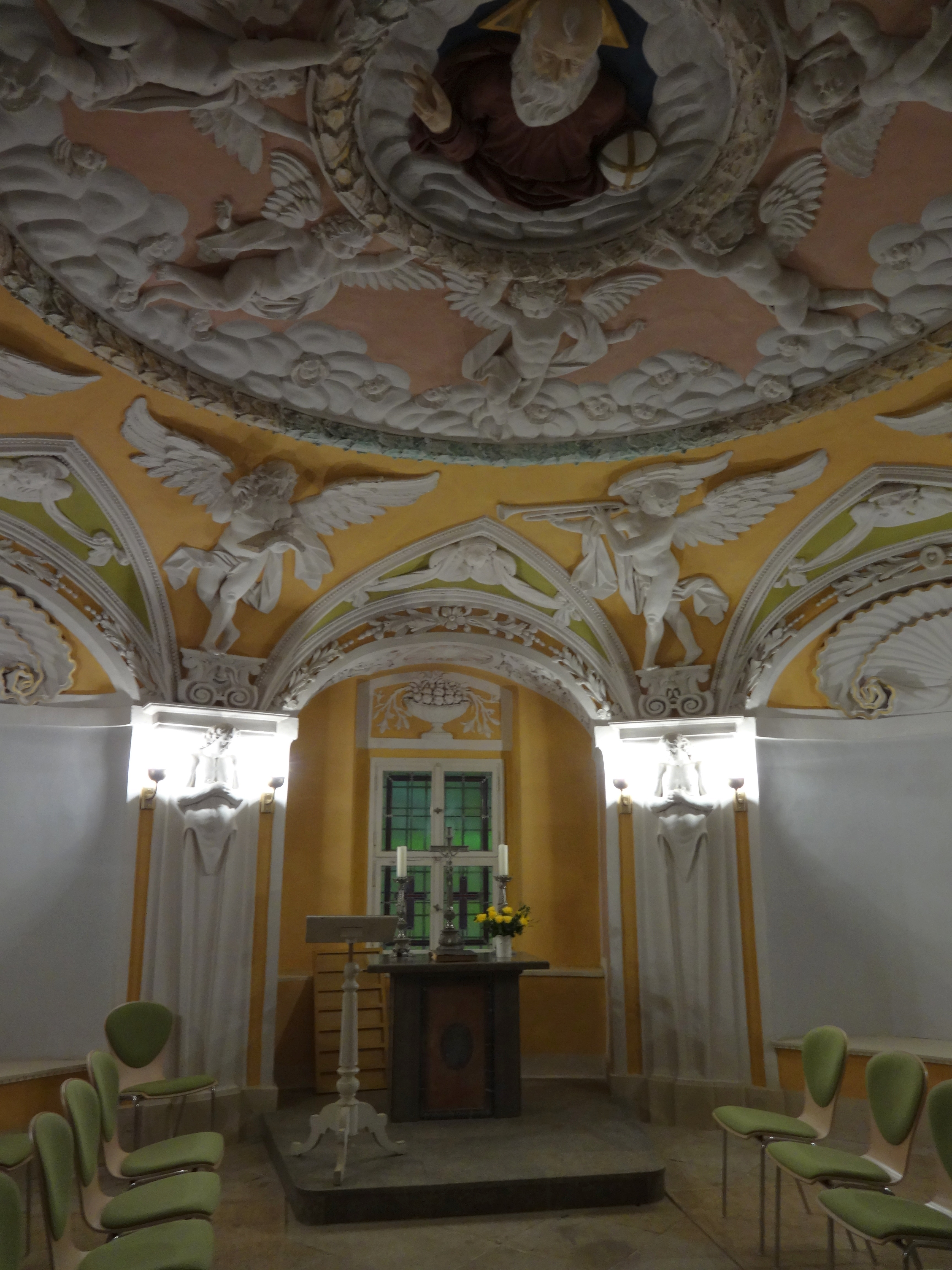
Capilla del castillo (interior).
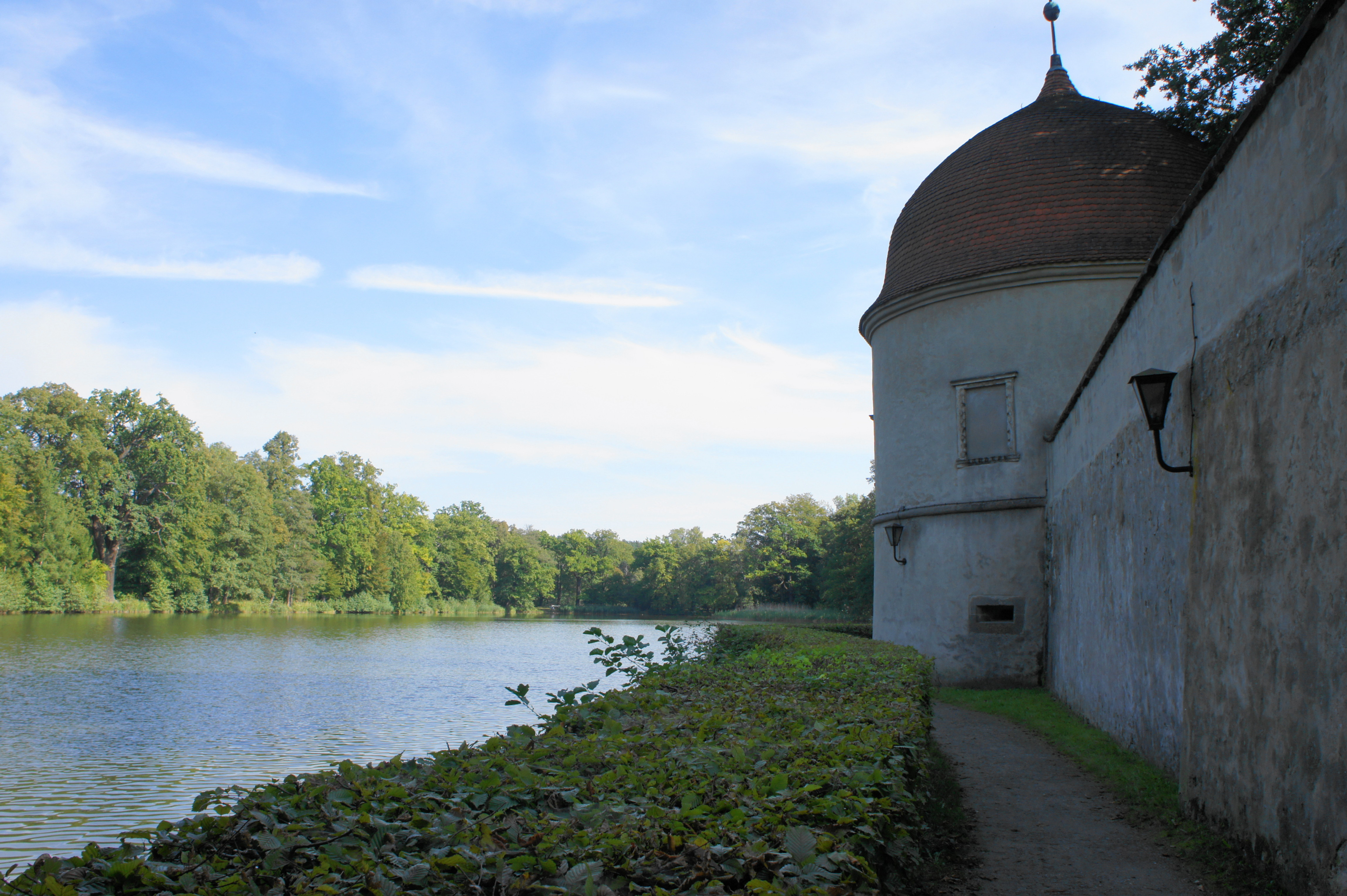
Muro del castillo con estanque.
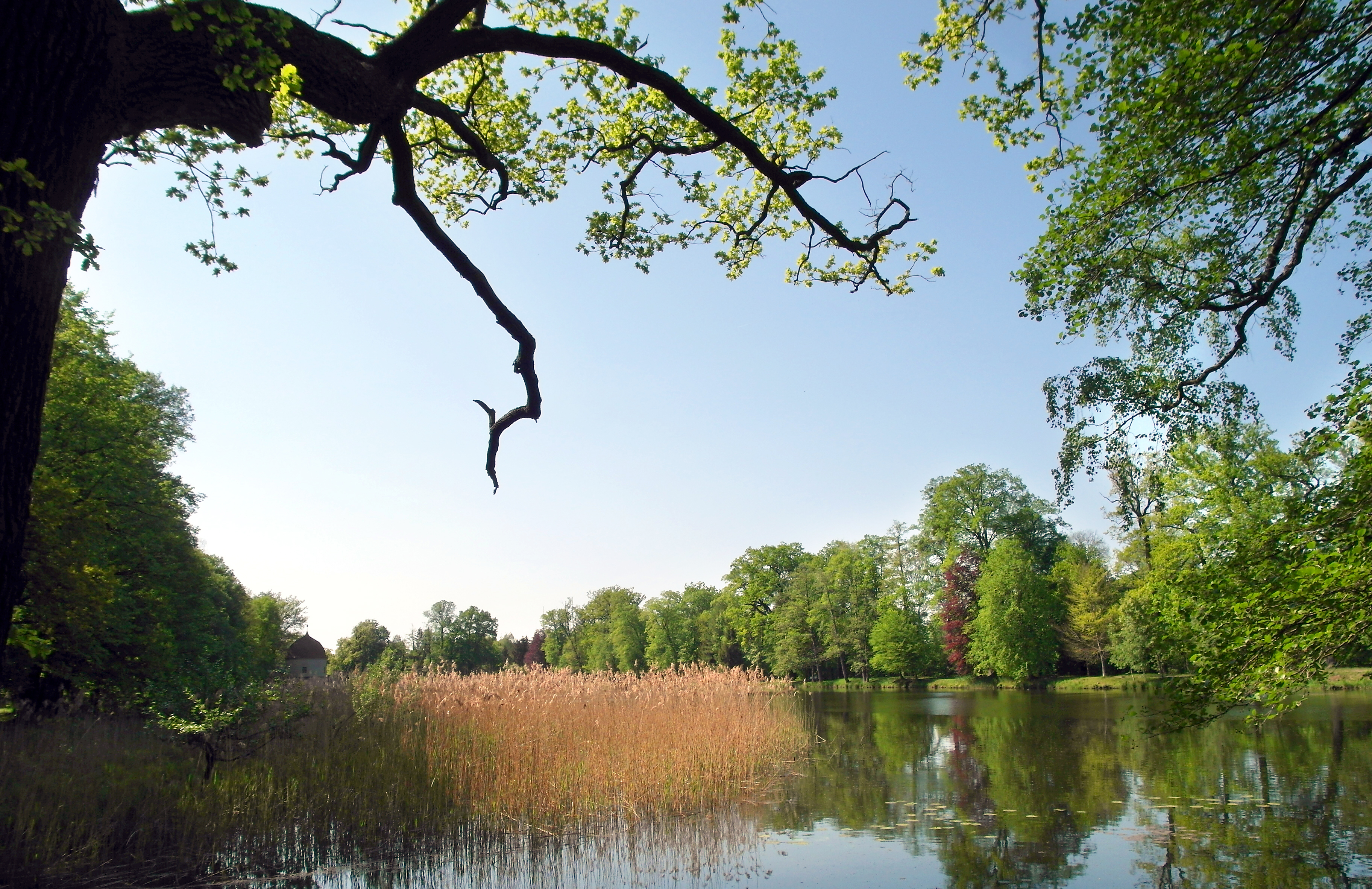
Estanque del castillo.